# Sans soleil
Sans soleil (i. e. Sin sol) es una película francesa de 1983, que mezcla documental y ficción, realizada por Chris Marker. Se trata de una reflexión acerca de la memoria humana, donde el director se esfuerza por representar nuestras imposibilidades para recordar el contexto y los distintos matices de la memoria, y cómo esto afecta a la percepción global y personal de la historia. 

## Descripción
En el film, una narradora lee (y a veces comenta de manera sutil) las cartas que le envió el camarógrafo (ficticio) Sandor Krasna. Además, la película está compuesta por imágenes de archivo, películas, fragmentos de programas de televisión y escenas filmadas en Japón y Guinea Bissau, entre otros lugares del mundo. Si bien la película hace uso de la ficción, no se la debe confundir con el falso documental. El contenido de ficción derivada de la yuxtaposición de la narrativa y la imagen añade significado a la película junto con el movimiento ocasional entre localidades y la falta de narrativa basada en imagen y sonido. 
El título de la película proviene del ciclo de canciones para voz y piano "Sin sol" de Modest Músorgski.

## Características
Sans soleil se puede definir como una película documental, cuaderno de viaje, ensayo cinematográfico, o un experimental. Ya que Marker piensa, reflexiona y hace filosofía, a través de las imágenes. La película no es una narración convencional, sino más bien un recorrido personal, con múltiples conexiones y relaciones a modo de rizoma, que se vale de las imágenes para transmitirnos las ideas, los pensamientos y las reflexiones del realizador.

"Contrario a lo que la gente piensa, usar la primera persona en un film tiende a ser un signo de humanidad: Todo lo que tengo para ofrecer es a mí mismo"
Chris Marker

## La memoria y el recuerdo
La memoria está constantemente presente a lo largo del film, un mismo gesto que se repite 20 años después, objetos que representan símbolos históricos de la cultura oriental, subrayan la necesidad de apelar a otros tiempos y de analizar lo que no se ve a simple vista, por medio de un enfoque personal.
Existe también un llamado mundo de las apariencias que en el documental se ve representado a través de grafitis electrónicos. Un mundo absolutamente distorsionado en el cual la memoria se presenta como una imposibilidad.
Quien relata, no deja nunca de trazar cartográficamente lo que entiende, y da a entender en varias ocasiones que es necesario mantener la memoria:

“Es así como avanza la historia, tapando la memoria como se tapan las orejas. Pienso en un mundo donde cada memoria cree su propia leyenda”. Marker, C (director). (1983). Sans Soleil [film].

La hegemónica versión de la historia, es solo la de algunos, por lo que aquellas que descienden al olvido, se invisibilizan. Es erróneo aquí reflexionar en una memoria colectiva, dado que cada protagonista solamente se representa a él mismo. Hay un universo de perspectivas, de sentidos, que se van modificando, y que adquieren impensables formas y enlaces. No hay una homogeneidad, por lo que es aplicable la idea de dispositivo que plantea Foucault. 
La memoria se ve afectada seriamente por el espiral del tiempo, de lo contrario, se mantiene si está materializada, como la biblia, como los videos y las fotografías.
Chris Marker aplica un régimen de claridad, encendiendo en un punto del dispositivo la luz que nos permite ver lo oculto, sin dejar de privilegiar, por su puesto, la importancia de sus recuerdos a la hora de concluir ideas.
Complementa, paisajes absolutamente lejanos, imágenes de distinta naturaleza, como la de niños de distintos lugares, ciudades y desiertos, aviones de guerra con el ala del avión que aterrizó a la mujer en Occidente, en fin, mundos completamente ajenos, vínculos infinitos que existen en la memoria de esa mujer, cuya figura aventurera y sensible direcciona a su semejanza el timón del barco, en el que, cual rizoma, se trazan nuevos recorridos, únicos e irrepetibles.
Marker explora una suerte de hipótesis: la mentalidad del hombre del futuro indignado por las imperfecciones del tiempo, incapaz de alcanzar aquello que le es inaccesible, inimaginable.
Avanza gracias a las asociaciones que establece y es ahí donde encuentra huellas y llega a otras conclusiones. Es un proceso singular, ramificado, que marcha a partir de lo que se va entrelazando. 
Es precisamente la forma rizomática del laberinto hermético tradicional la que reactiva Marker cuando postula sus conexiones continuamente recreadas y creadores de un territorio propio. (Eduardo A. Russo, 2010, p. 239).
Como sostiene Eliseo Verón, son enunciados que hablan entre sí, se crea un dialogismo ya que la mente de la mujer articula de alguna manera varios hechos. 
Es la experiencia de la memoria la que nos permite hacer ese juego de vínculos que necesariamente demandan recuerdos personales, en una diversidad infinita que se produce en cada ser humano y es como cobran vida los distintos saberes, adoptando la forma de lo que Deleuze denomina Rizoma, en el que cualquier conexión se hace posible, no existe un orden definitivo, no hay un solo tópico, sino que los eslabones surgen de toda naturaleza, hay una enorme multiplicidad, etc.
La memoria ya no es por cierto la facultad de tener recuerdos; es la membrana que de los modos más diversos (continuidad, pero también discontinuidad, involucramiento, etc.) hace corresponder las capas del pasado y los estratos de realidad, emanando las unas de un interior siempre preexistente, adviniendo los otros de un afuera siempre por venir, royendo ambos ese presente que no es más que su punto de encuentro. (Deleuze, 1986, p. 274).

## La imagen y la verdad
El enigmático final de Sans Soleil, está impregnado de imágenes distorsionadas, olvidadas. Todo está destinado al olvido, a la destrucción, pero esas imágenes contrastan de forma considerable con lo que la mujer va narrando, quien acude a sus recuerdos para describir lo que está viviendo. Genera un difuso juego que involucra lo que se ve y escucha, en un vacilante tironeo por predecir el futuro.
Los rostros poco convencidos de las mujeres orientales, desconfiado, con inocencia y confusión, parecen observar atentas lo que se debe hacer, pero en el fondo imploran algo de liberación, son sin lugar a duda imágenes que dan lugar a un análisis reflexivo. En Japón, festejan hechos pasados y al finalizar, queman lo que queda para generar una nueva celebración.
“El abandono y el sufrimiento tienen que ser una fiesta y el adiós a todo lo que hemos perdido, roto y usado se tiene que ennoblecer con la ceremonia.” Marker, C (director). (1983). Sans Soleil [film].
Todos los retazos del pasado se reutilizan, y sobre la base de eso, se crea algo nuevo.
Marker pone en cuestión el mundo occidental y su necesidad de acudir a miradas objetivas para creer en algo, o colocarlo en el pedestal de lo que es real. Es una parte del mundo donde todo es necesariamente pragmático, debiendo ser así siempre comprobable.
Se propone a trazar con una tiza, lo que no es, ya no es, aún no es. Plantea un análisis cuya estructura se basa en el principio posestructuralista, donde hay una mente que interpreta lo que percibe.  El sentido se encuentra en las imágenes, de repente encontramos rostros que remiten o plasman un pasado.
Indudablemente estas imágenes son propicias a descubrimientos, ya que están dotadas o impregnadas de huellas que hablan por sí mismas. El índice que plantea Pierce, o las huellas que sugiere Verón, son elementos a tener en cuenta en la obra de Marker.

## Realización
El film está realizado, en gran parte, con grabaciones caseras hechas por el mismo Chris Marker y fragmentos de películas y programas de televisión japoneses. Algunas imágenes que aparecen son fragmentos efectuados por otros cineastas mencionados en los créditos de la película. Dichos realizadores son: Sana En N'Hada, Jean-Michel Humeau, Mario Marret, Eugenio Bentivoglio y Daniel Tessier, Pierre Camus quien fue además el asistente de dirección de Marker en esta película y Anne-Marie L' Hote y Catherine Adda, asistentes de edición.

## Influencias
La secuencia en San Francisco referencia la película Vértigo, de Alfred Hitchcock. También tiene elementos de un film anterior de Marker, La jetée. Por otra parte, el realizador usa el nombre "The Zone", La Zona, para describir el espacio en el que las imágenes de Hayao Yamaneko son transformadas, homenajeando la película Stalker (1979) del director Andreiv Tarkovsky. 

## Premios y reconocimientos
- Festival de Berlín 1983 (Alemania)
- Premio OCIC.